# Claude Ferragne
Claude Ferragne (* 14. Oktober 1952 in Montreal; † 7. Juli 2024) war ein kanadischer Hochspringer.
1974 gewann er Bronze bei den British Commonwealth Games in Christchurch, 1976 wurde er Zwölfter bei den Olympischen Spielen in Montreal, und 1978 siegte er bei den Commonwealth Games in Edmonton. Der Olympiaboykott Kanadas verhinderte eine Teilnahme an den Olympischen Spielen in Moskau.
1980 wurde er Kanadischer Meister. Seine persönliche Bestleistung von 2,245 m stellte er am 1. Mai 1976 in Gainesville auf.